# Beherbergungsvertrag
Der Beherbergungsvertrag ist im deutschen Recht ein schuldrechtlicher Vertrag, welcher eine Beherbergung zum Gegenstand hat.

## Allgemeines
Der Beherbergungsvertrag ist ein im BGB nicht besonders geregelter gemischter Vertrag. Wesentlicher Bestandteil ist die Zimmervermietung, auf welche Mietvertragsrecht (gewerbliche Zimmervermietung) anzuwenden ist, jedoch können je nach Inhalt des Vertrages auch Elemente des Dienstvertragsrechts (Hotelservice), des Werkvertragsrechts (Hotelmahlzeiten), des Kaufrechts (Getränke) und der Verwahrung (Garderobe) anzuwenden sein.

## Vertragsabschluss
Der Beherbergungsvertrag kann mündlich geschlossen werden. Nicht erforderlich ist eine schriftliche Bestätigung vom Hotel.

## Reservierung
Durch die Zimmerreservierung kann ein Beherbergungsvertrag oder nur ein Vorvertrag geschlossen werden. Ein Vorvertrag wird angenommen, wenn ein Reiseveranstalter mit einem Beherbergungsunternehmen eine Hotelreservierung abschließt, bei der die genaue Teilnehmerzahl noch nicht fest steht. In diesem Fall folgt erst später der Abschluss des Beherbergungsvertrags. Durch eine Zimmerreservierung kann es auch sofort zum Abschluss eines Beherbergungsvertrags kommen.